# 貝克頓公園站
貝克頓公園站（英語：Beckton Park DLR station）是碼頭區輕便鐵路的一個車站，位於倫敦東部的倫敦碼頭區，位於倫敦第3收費區。貝克頓公園站位於皇家阿爾伯特船塢附近。該站是一個無人站，也是碼頭區輕便鐵路乘客數最少的車站。

## 外部連結
- Docklands Light Railway website - Beckton Park station page （页面存档备份，存于）